# 倒置
倒置（とうち）とは、言語において通常の語順を変更させることである。表現上の効果を狙ってなされる修辞技法の1つで、強調の一つである。

## 日本語における例

### 動詞の倒置法
日本語では、動詞を最後に置くこと以外は語順が比較的自由であるが、あえて動詞を最後以外に持ってくる動詞の倒置がある。
例：
- 欲しがりません、勝つまでは。

### 形容詞・形容動詞の倒置法
形容詞や形容動詞の単語を倒置すると意味が変わってしまう（被修飾語が変わる）場合があるが、以下の例では倒置しても意味が変わらない。
例：
- すごいですね、なかなか。
- 赤いにおいがする花（←赤いにおいは存在しないので、赤いのは花）⇔においがする赤い花

ただし、以下の例では形容詞や形容動詞の単語を倒置すると意味が変わってしまうので、倒置することはできない。
- 青いとりかごの中の鳥（←青いのはとりかご）⇔とりかごの中の青い鳥（←青いのは鳥）
- きれいな眼鏡をかけた女性（←きれいなのは眼鏡）⇔眼鏡をかけたきれいな女性（←きれいなのは女性）

## 関連する修辞技法
倒置法は代表的な強調的修辞技法であり、語感や文章表現を強調することから強調的修辞技法という。これらは倒置法の他に、誇張法、設疑法、反語法、感嘆法、反復法がある。
誇張法
「はらわたが煮えくり返る（ほど怒る）」、「死ぬ（死にそうな）ほど疲れる」、などがそれに当たり、一種の比喩表現（直喩またはメタファー）でもある。
設疑法
筆者が自分の回答を疑問文形式で投げかけ、読者が自発的に分かるように仕掛けた修辞表現。
反語
筆者が選択、判断を強調し、求められた反対の回答を強調するために用いる修辞技法。「…のようなことがあろうか、（それはない）。」という用法で用いられるのが一般的。たいてい、回答の部分は削除される。
- 健康でいられること、これ以上の幸せがあろうか。（それ以上のものはない）
- 彼がそんなことをする人間だと思えるか？（それは考えられない）

感嘆法
冒頭に感嘆詞を用いて、作中の主人公、相手の感情、情景を強調する方法。
- ああ、なんて僕はついてないんだ。
- いやはや、君がこれほどの器だとは。

反復法
文面の接頭に類似した表現を繰り返し、作中の人物の心情や状況を強調する表現。
- 辛い、切ない、悲しい、そんな感情が自分を苦しめる。

## 英語における例
英語の語順は、かつてはドイツ語と同じように比較的自由であったが、現代英語は名詞の格変化語尾を失い、文の構造を示す上で語順に頼る度合いが高くなったので、語順がかなり固定されている。しかし、それでも下記のような例が残る。

### 疑問文
疑問文では一般に動詞の位置が入れ替わる。古くは一般動詞の位置も入れ替わったが、現代アメリカ英語では主語と動詞の位置を直接入れ替えるのはbe動詞のみで、他の動詞は代わりに助動詞の位置を入れ替える。助動詞のない場合は、形式助動詞 do を用いてその位置を入れ替える。イギリス英語ではbe動詞の他にhaveも動詞の位置を直接入れ替えることがある。
- Can you play the piano? （あなたはピアノは弾けますか？）
- Where are you from? （あなたはどちらの出身ですか？）

### 感嘆文
強調される対象の後に主語と動詞が来る。主語と動詞が入れ替わることもある。
- What a beautiful voice she has! （彼女は何て美しい声を持っているんだろう。）
- How hot it is! （何て暑いんだろう。）

### 副詞で始まる文
副詞が文頭に来た場合には、副詞-動詞-主語 の語順に変化する。特に次のような文例では倒置語順を用いるのが普通である。
- There is a pen in this box. （この箱の中にペンがある。）
  - 疑問文ではbe動詞とthereの位置が入れ替わるように、このthereは主語のような働きをしているが、実際の主語は学校文法ではa penとなる。しかし「*except a pen to be there」ではなく「expect there to be a pen」と書く事や、「It's time for there to be free and fair elections. 」などを見ると統語的主語位置にはthereが来ることがわかる。